# Eugeniusz Kątkowski
Eugeniusz Karol Ludwik Kątkowski (ur. 12 listopada?/24 listopada 1860 w Kronsztadzie, zm. 3 grudnia 1943 w Warszawie) – generał major Armii Imperium Rosyjskiego i tytularny generał dywizji Wojska Polskiego.

## Życiorys
W latach 1876–1879 kształcił się w Nikołajewskiej Szkole Inżynieryjnej w Petersburgu, a w latach 1881-1884 był słuchaczem Nikołajewskiej Akademii Inżynieryjnej w Petersburgu. 8 sierpnia 1878 roku został mianowany podporucznikiem i otrzymał przydział do 2 Batalionu Saperów. 15 września 1879 roku został przeniesiony do Batalionu Saperów Lejb-Gwardii na okres próbny. 13 grudnia 1880 roku został formalnie przeniesiony do Batalionu Saperów Lejb-Gwardii w stopniu chorążego gwardii. Prowadził działalność naukowo badawczą w dziedzinie oczyszczania wód. W latach 1899–1906 naczelnik portu w Tallinnie w stopniu pułkownika. Zdymisjonowany z tego stanowiska i przeniesiony do Towarzystwa Zdrowia Publicznego do Petersburga z awansem na generała majora.
Od 3 stycznia 1919 roku pełnił służbę w Dowództwie Okręgu Wojskowego w Wilnie. 14 kwietnia 1919 roku został przeniesiony do Oddziału VI Naczelnego Dowództwa Wojsk Polskich. 7 maja 1919 roku został formalnie przyjęty do Wojska Polskiego z zatwierdzeniem posiadanego stopnia generała podporucznika. 3 maja 1919 roku został mianowany szefem Polskiej Misji Wojskowej w Rzymie. Na tym stanowisku pełnił służbę do października 1920 roku. Obowiązki szefa misji łączył z honorową funkcją dziekana attachés wojskowych w stolicy Królestwa Włoch.
1 maja 1920 roku został zatwierdzony w stopniu generała podporucznika ze starszeństwem z 1 kwietnia 1920 roku. Z dniem 1 kwietnia 1921 roku został przeniesiony w stan spoczynku w stopniu generała podporucznika. 26 października 1923 roku Prezydent RP, Stanisław Wojciechowski zatwierdził go w stopniu tytularnego generała dywizji ze starszeństwem z 1 czerwca 1919 roku w korpusie generałów.
Osiadł w Warszawie. Współpracował z Państwowym Zakładem Higieny w dziedzinie technik sanitarnych. Zmarł w Warszawie. Został pochowany na Powązkach Wojskowych w Warszawie (kwatera A21-6-18). Syn Bronisław Władysław był komendantem POW w Homlu, zamordowany przez bolszewików w 1919 roku.

## Ordery i odznaczenia
- Order św. Anny kl. 2
- Order św. Stanisława kl. 2 - 1 kwietnia 1901
- Order św. Anny kl. 3 - 13 kwietnia 1897
- Order św. Stanisława kl. 3 - 1 kwietnia 1890